# Kristian Kjærlund
Kristian Kjærlund (født 1996 i Horsens) er en dansk sanger, som vandt det danske X Factor 2019 med 54,3% af stemmerne.

## Diskografi
- "Lost & Profound"

## Sange sunget i X Factor 2019
| Episode              | Sang                                            | Resultat                     | Noter          |
| -------------------- | ----------------------------------------------- | ---------------------------- | -------------- |
| Audition             | "Stare Into The Sun" (Graffiti6)                | Videre til 5 Chair Challenge | Valgt selv     |
| 5 Chair cahllenge    | "Cough Syrup" (Young the Giant)                 | Videre til bootcamp          | Valgt selv     |
| Bootcamp             | "The Ballad of Mona Lisa" (Panic! at the Disco) | Videre til live shows        | Valgt selv     |
| Live Show 1          | "Sweet Dreams, TN" (The Last Shadow Puppets)    | Stemt videre                 |                |
| Live Show 2          | "Common People" (Pulp)                          | Stemt videre                 |                |
| Live Show 3          | "Electrified" (Just Loud)                       | Stemt videre                 |                |
| Live Show 4          | "Blood in the Cut" (K.Flay)                     | Stemt videre                 |                |
| Live Show 5          | "Youth knows no pain" (Lykke Li)                | Stemt videre                 |                |
| Live Show 6          | "You Get What You Give" (New Radicals)          | Stemt videre                 | Uden gæst      |
| Live Show 6          | "Wish You Were Gay" (Billie Eilish)             | Stemt videre                 | Med gæst       |
| Live Show 7 (Finale) | "Do I Wanna Know?" (Arctic Monkeys)             | Vinder                       | Dommers valg   |
| Live Show 7 (Finale) | "Green Light" (Lorde)                           | Vinder                       | Producers Valg |
| Live Show 7 (Finale) | "Lost and Profound" (Kristian Kjærlund)         | Vinder                       | Egen sang      |

## Eksterne Henvisninger
- Kristian Kjærlund på Facebook

- Kristian Kjærlund på Instagram| Nuværende | Maria Fantino                                                          |
| Tidligere | - Lise Rønne - Signe Muusmann - Signe Molde - Eva Harlou - Sofie Linde |
| Gæst      | - Joakim Ingversen - Melvin Kakooza                                    |

| Nuværende | - Simon Kvamm - Oh Land - Thomas Blachman |
| Tidligere | - Lina Rafn - Remee - Soulshock - Pernille Rosendahl - Cutfather - Ida Corr - Anne Linnet - Mette Lindberg - Sanne Salomonsen - Ankerstjerne - Martin Jensen - Kwamie Liv |